# Ängsklocka
Ängsklocka, Campanula patula L. är en ört i familjen klockväxter.

## Underarter
- Campanula patula f. velenowskyi (Adamovic) Hayek., 1930
  - Synonymer:
  - Campanula epigaea Janka ex Degen, 1891
  - Campanula velenowskyi Adamovic, 1892
- Campanula patula subsp. epigaea (Janka ex Degen) Hayek, 1930
  - Synonymer:
  - Campanula epigaea Janka ex Degen, 1891
  - Campanula patula f. velenowskyi (Adamovic) Hayek, 1830
  - Campanula velenowskyi Adamovic, 1892
- Campanula patula subsp. flaccida (Wallr.) Soó
- Campanula patula subsp. flaccida Soó, 1971

- Synonym:
  - Campanula patula subsp. patula
- Campanula patula subsp. jahorinae (K.Malý) Greuter & Burdet, 1981
  - Synonymer:
  - Campanula jahorinae (K.Malý) Landolt, 1975
  - Campanula patula var. jahorinae K.Malý, 1907

## Beskrivning
Ängsklocka är tvåårig och blir 20–60 cm hög. Den övervintrar som frö.

Enkel klase.

Blommorna förekommer i många färgnyanser. Vanligast är blåviolett.
Blommorna är klockformade, 12–25 mm långa. Sällsynt kan blomman vara vit. Blommar hela sommaren. Vid solsken står blomman upprätt, men under natten och vid regn hänger den nedåt. Dess blomställning är en gles klase. Blomkronorna är djupt flikade och smalnar av mot basen. Blomman har 5 ståndare och 1 pistill med 3 märken.
Frukten är en s k porkapsel, som vid mognaden öppnar sig och släpper ut fröna genom 3 eller 5 hål. Fröna är platta och ovala.
Kromosomtalet är 2n = 20.

## Habitat
Ängsklockans utbredning är begränsad till Europa, med undantag för ett mindre område i västra Sibirien. Den saknas på Island, Färöarna och Irland, i Skottland samt i många delar av Italien och Grekland.
I Sverige är ängsklocka vanligast i ett stråk från norra Vänern, upp över Bergslagen och fram till Öregrund. Det omfattar norra Uppland, Dalarna, Gästrikland och Hälsingland, men förekommer här och var från Skåne och norrut till Norrbotten och Lappland, men sällsynt norröver. Längst i norr saknas ängsklocka.
Den tros ha gynnats av en ökad vallodling och har ökat sin utbredning jämfört med läget i början av 1800-talet.
Ängsklocka är inte ursprunglig i Norden, men tros ha inkommit i samband med importerat orent frö för vallodling.
I Danmark uppträder den i mitten av 1700-talet. I Norge gjordes de första fynden omkring 1870. Första fyndet i Sverige gjordes i Falun och rapporterades av Linné 1755.
När ängsklocka finns i vallodlingar betraktas den ibland som ogräs.

### Utbredningskartor
- Norden
- Norra halvklotet

### Tradition
Ängsklocka har tillsammans med liten blåklocka betraktats som Dalarnas landskapsblomma. Liten blåklocka var fram till slutet på 1960-talet populärast, men sedan 1970-talet har ängsklocka vunnit allt mer sympati.Åsikterna har gått isär om vad som ska gälla. Nationalencyklopedin nämner (2020) enbart ängsklocka.

## Biotop
Ängar, nära bebyggelse, utkanter av skogområden.
I Sveriges nordligare områden håller ängsklocka till på ruderatmark.

## Etymologi
- Släktet Campanula är latin, diminutiv av campana = klocka. Betydelsen blir sålunda "liten klocka".
- Artepitet patula är latin och betyder "öppen, vid, utbredd" och syftar på att blomman är mycket mer öppen, än som annars är vanligt för blåklockesläktet.

## Bygdemål[1]
| Namn        | Trakt                  | Referens |
| ----------- | ---------------------- | -------- |
|             |                        |          |
| Liljeklocka |                        |          |
| Rödklocka   | Svenskbygder i Finland | [ 1 ]    |
| Slåtterpiga |                        |          |
| Vidklocka   |                        |          |

## Bilder

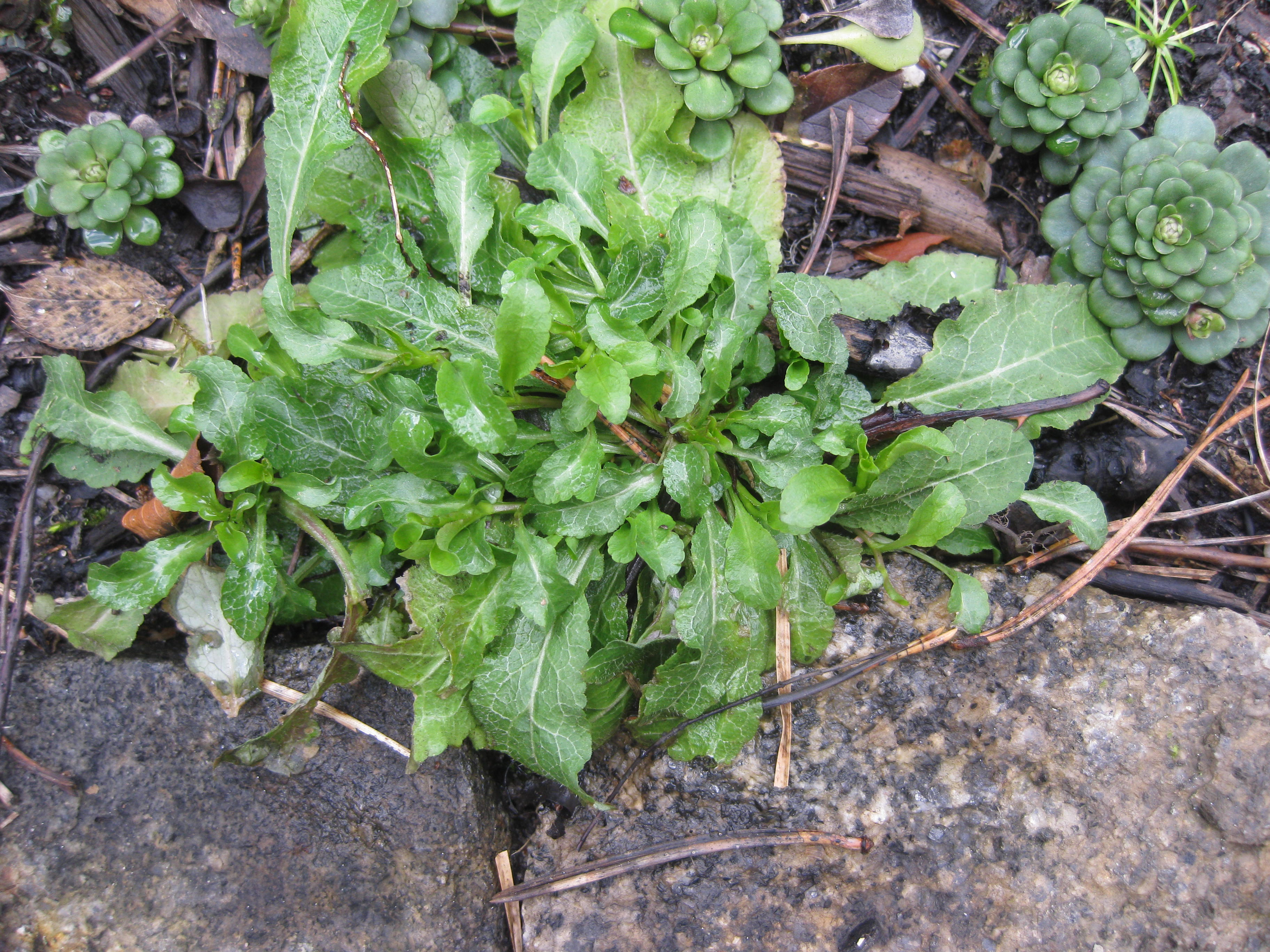
Första året bara en bladrosett intill marken.
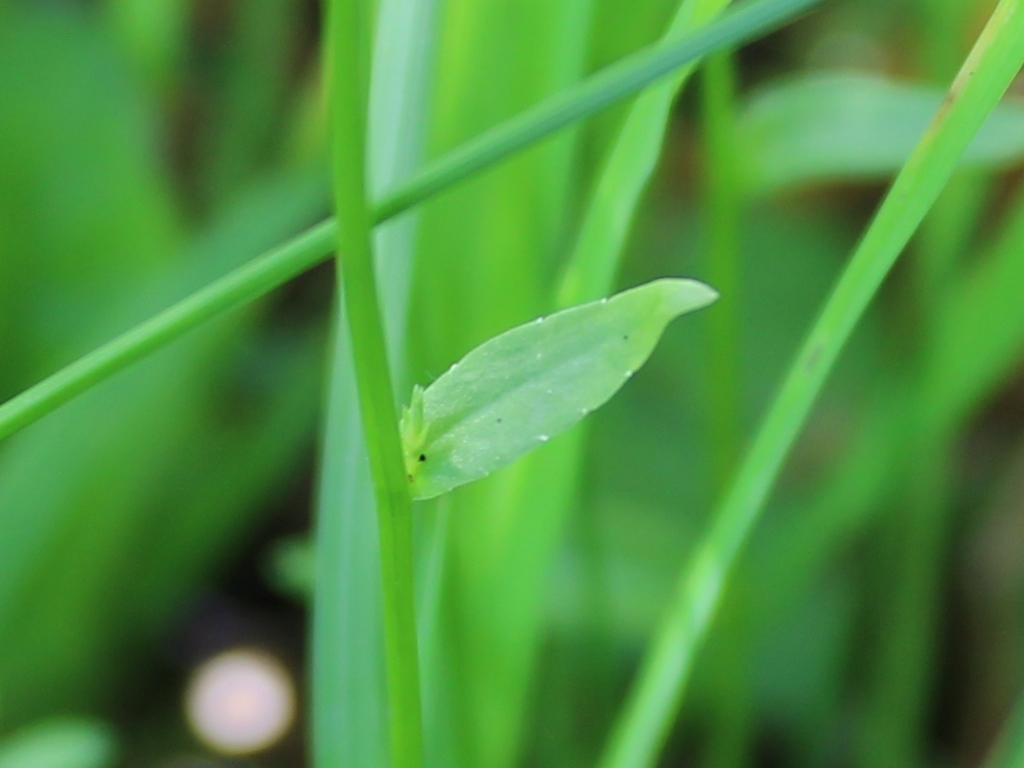
Stjälkblad andra året.
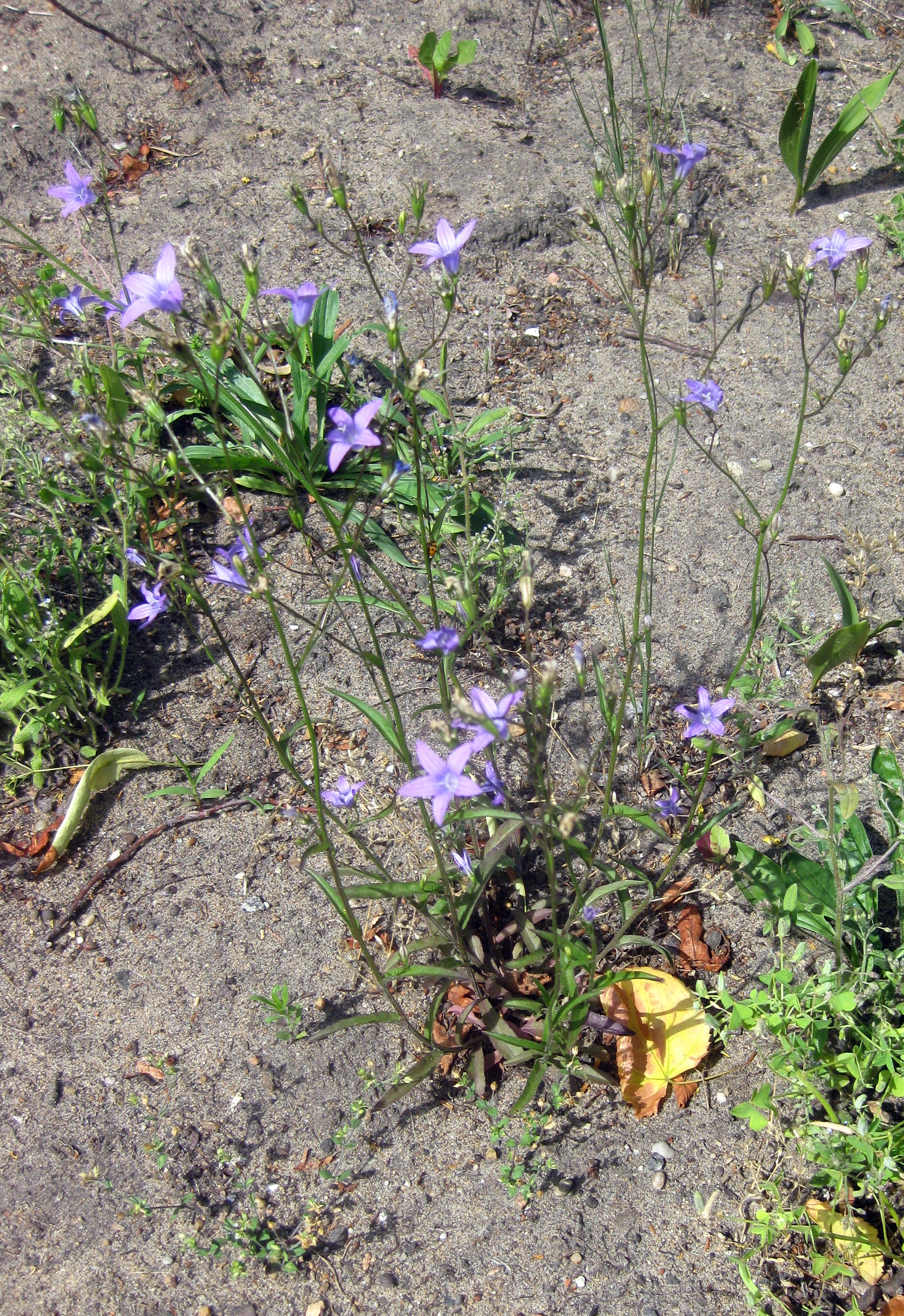
Habitat i gruset på en vägren.
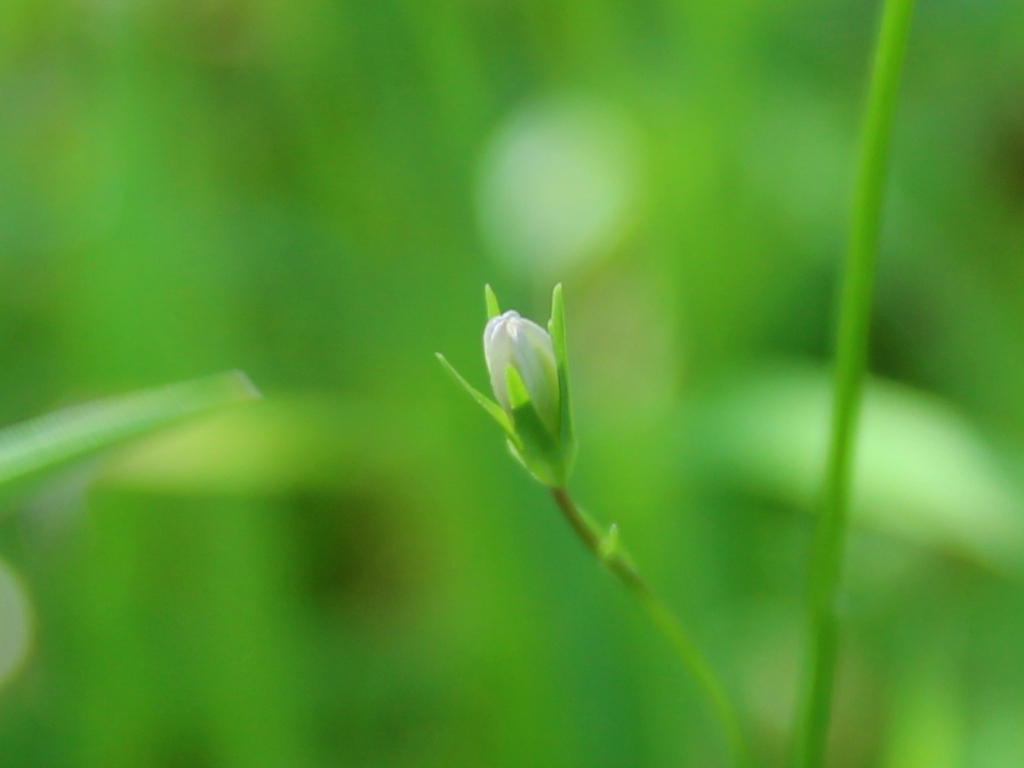
Knopp.
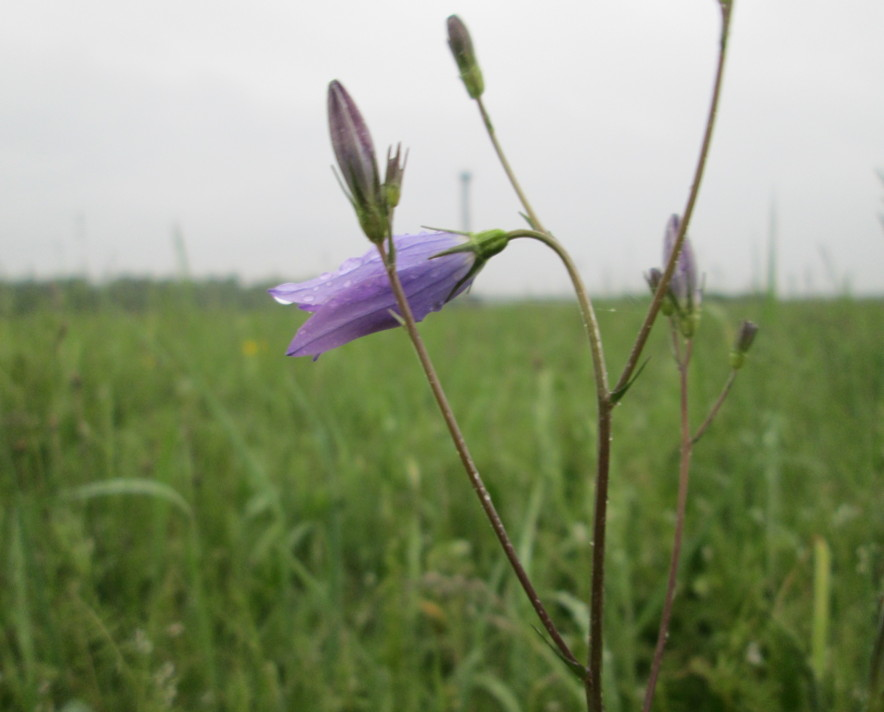
I början på maj, innan blomman har börjat öppna sig.
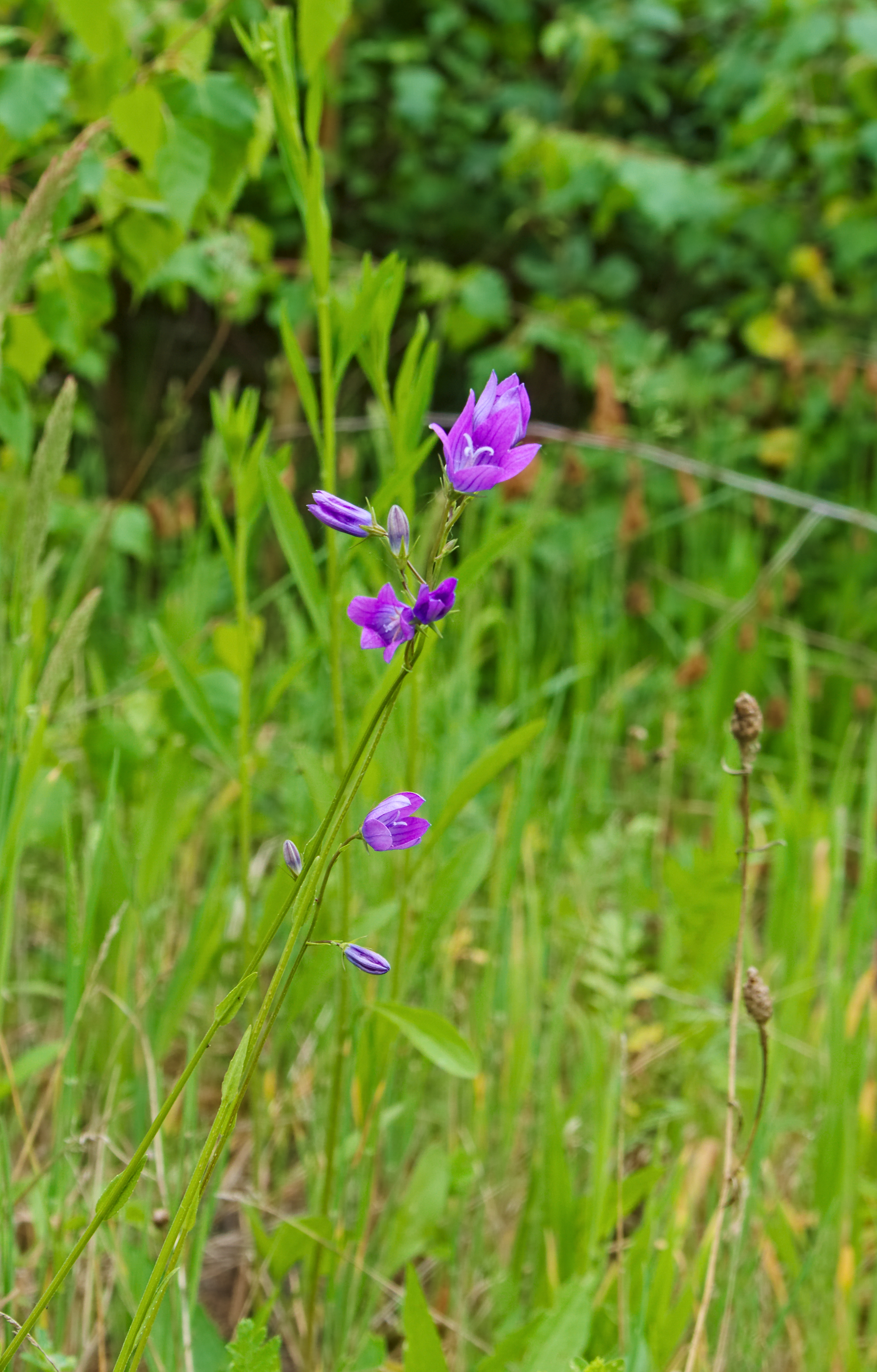
I mitten på maj.
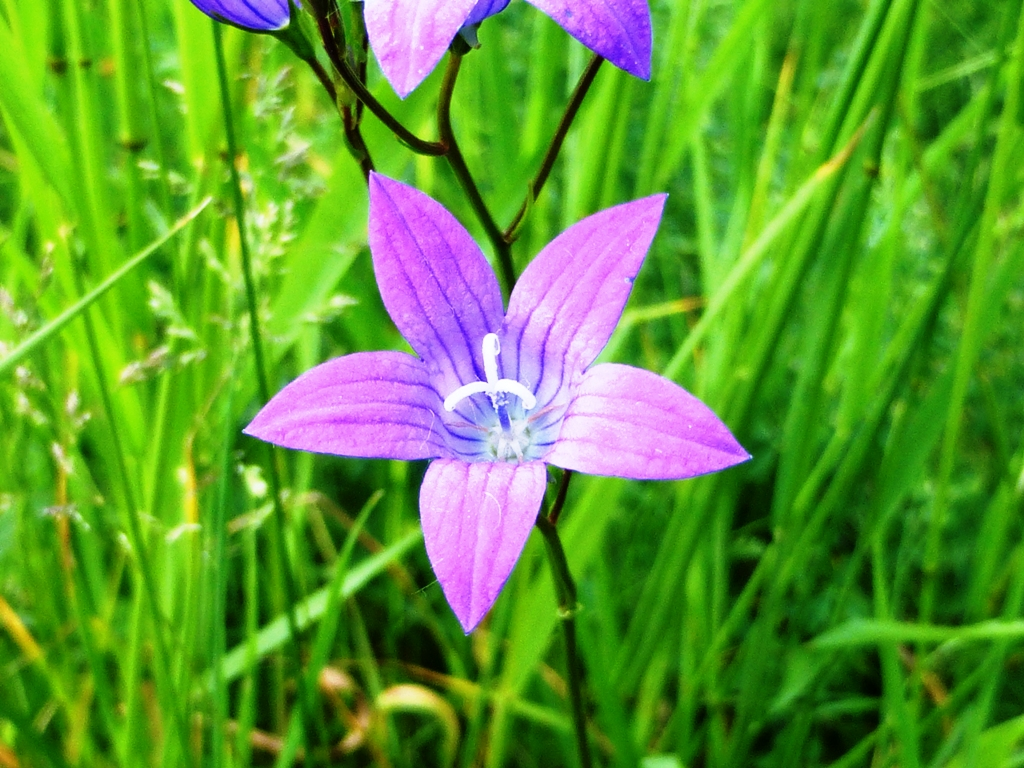
Pistillens tre märken.
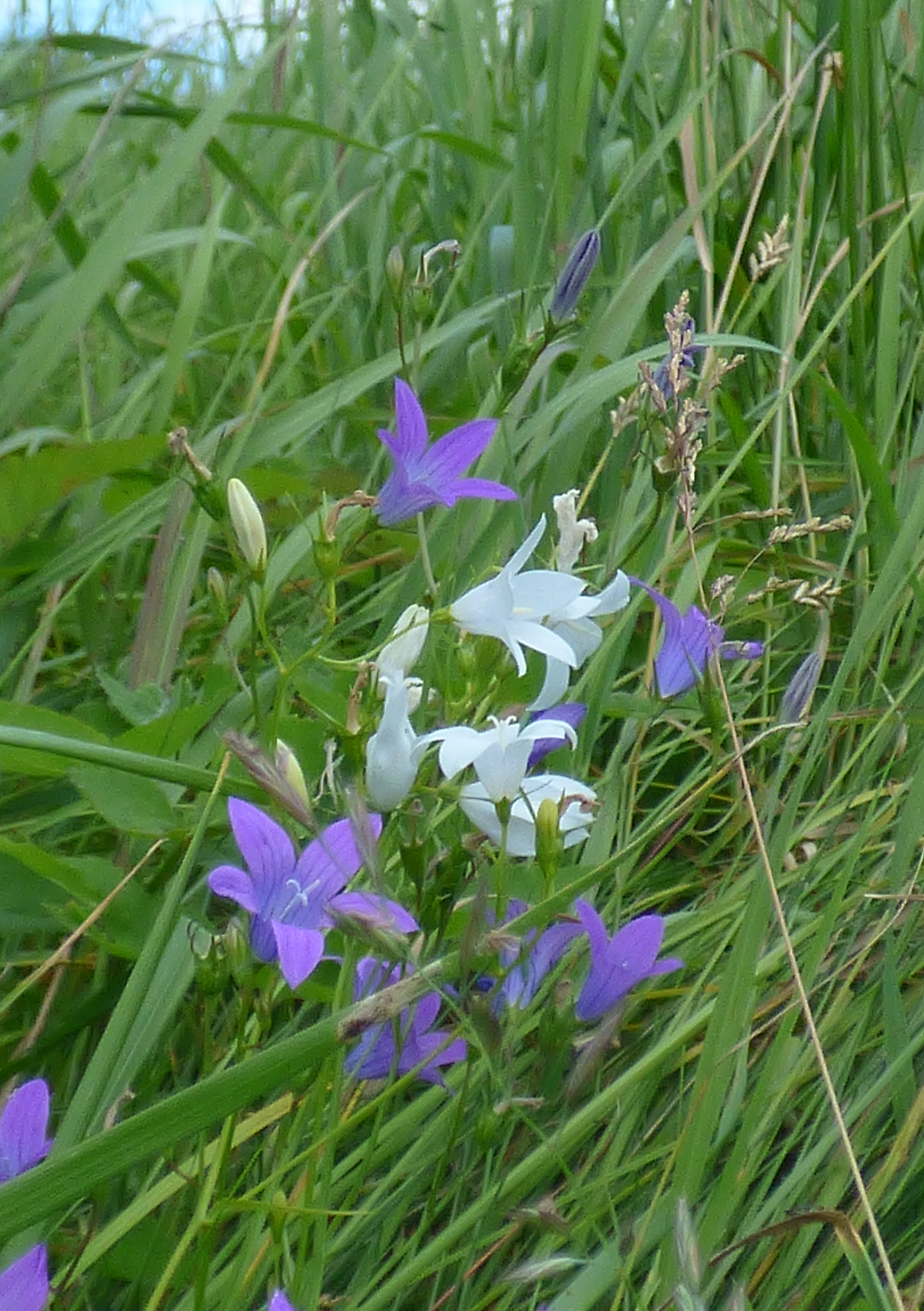
Två färgvarianter i samma grupp.
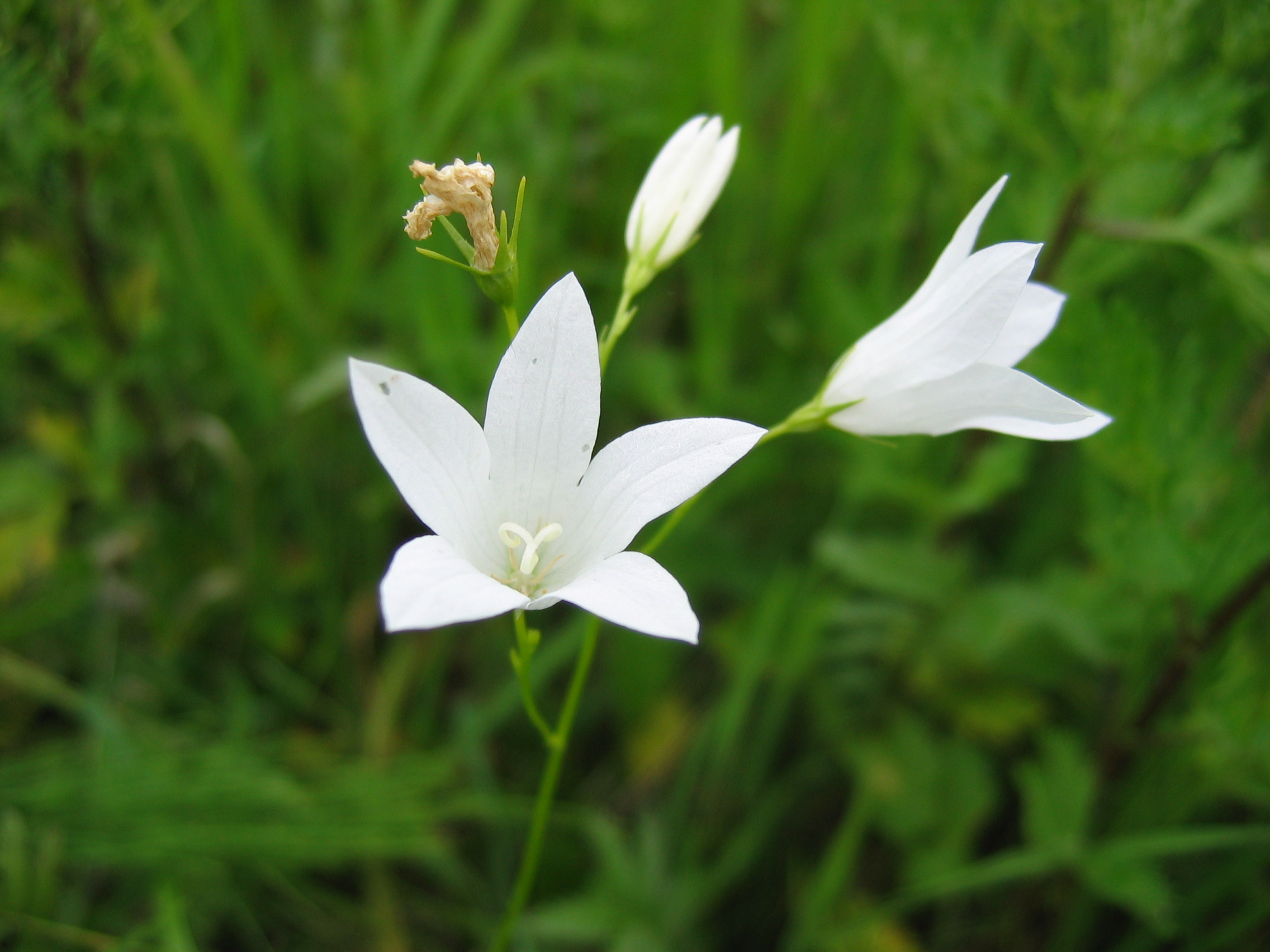
Den sällsynta varianten med vita blommor.
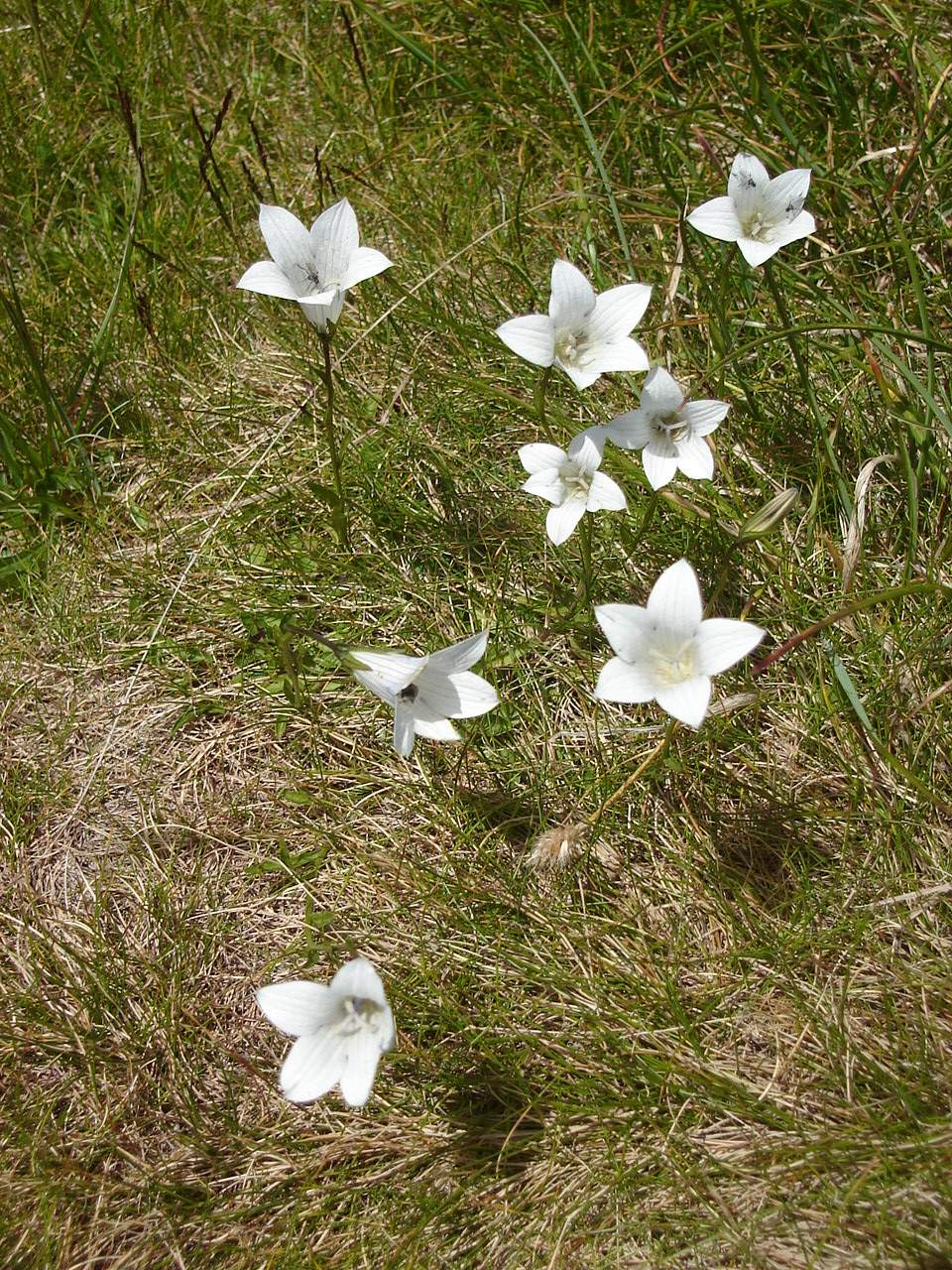
Campanula patula subsp. abietina (Griseb. & Schenk) Simonk.
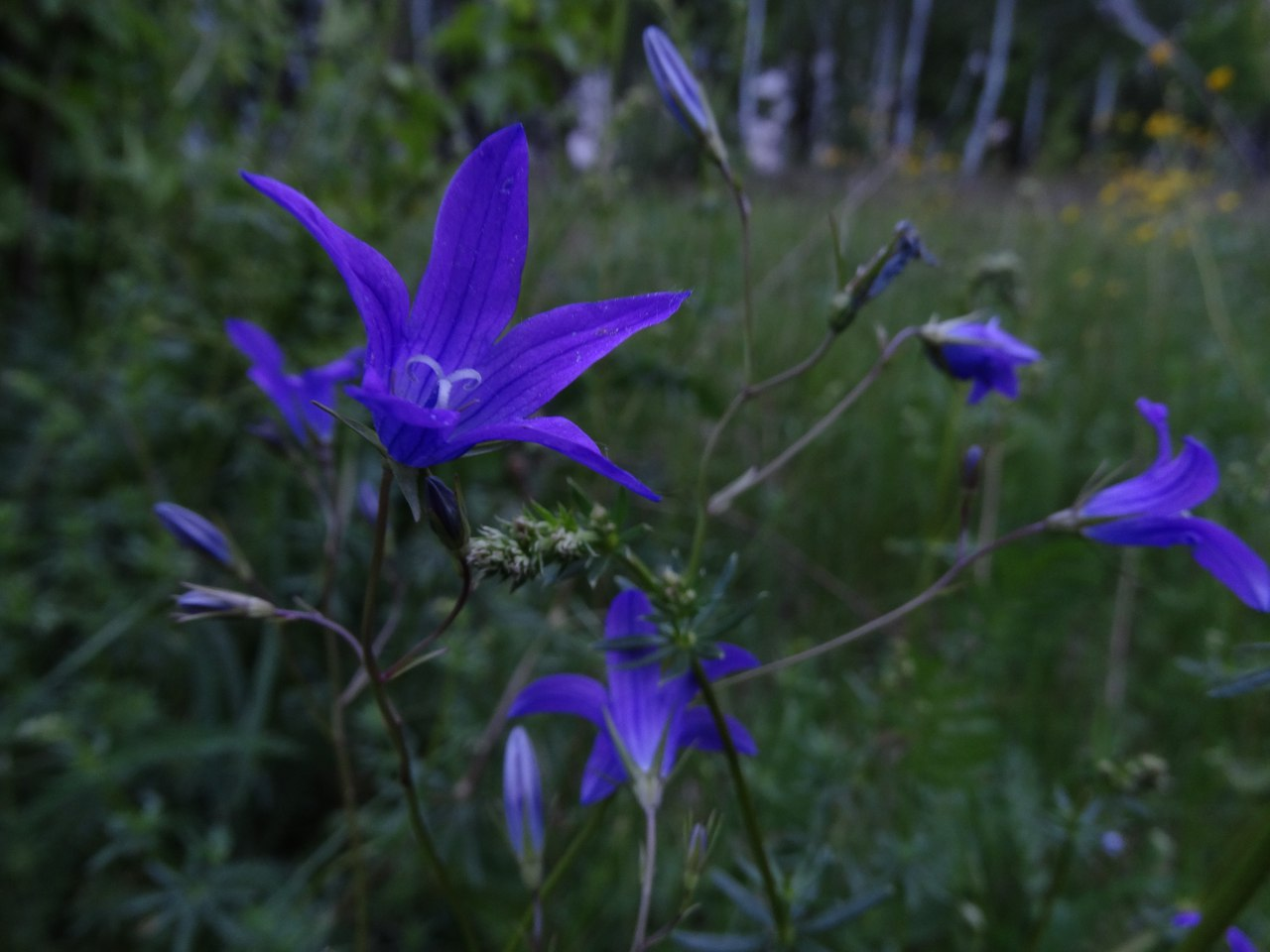
Rent blå variant.
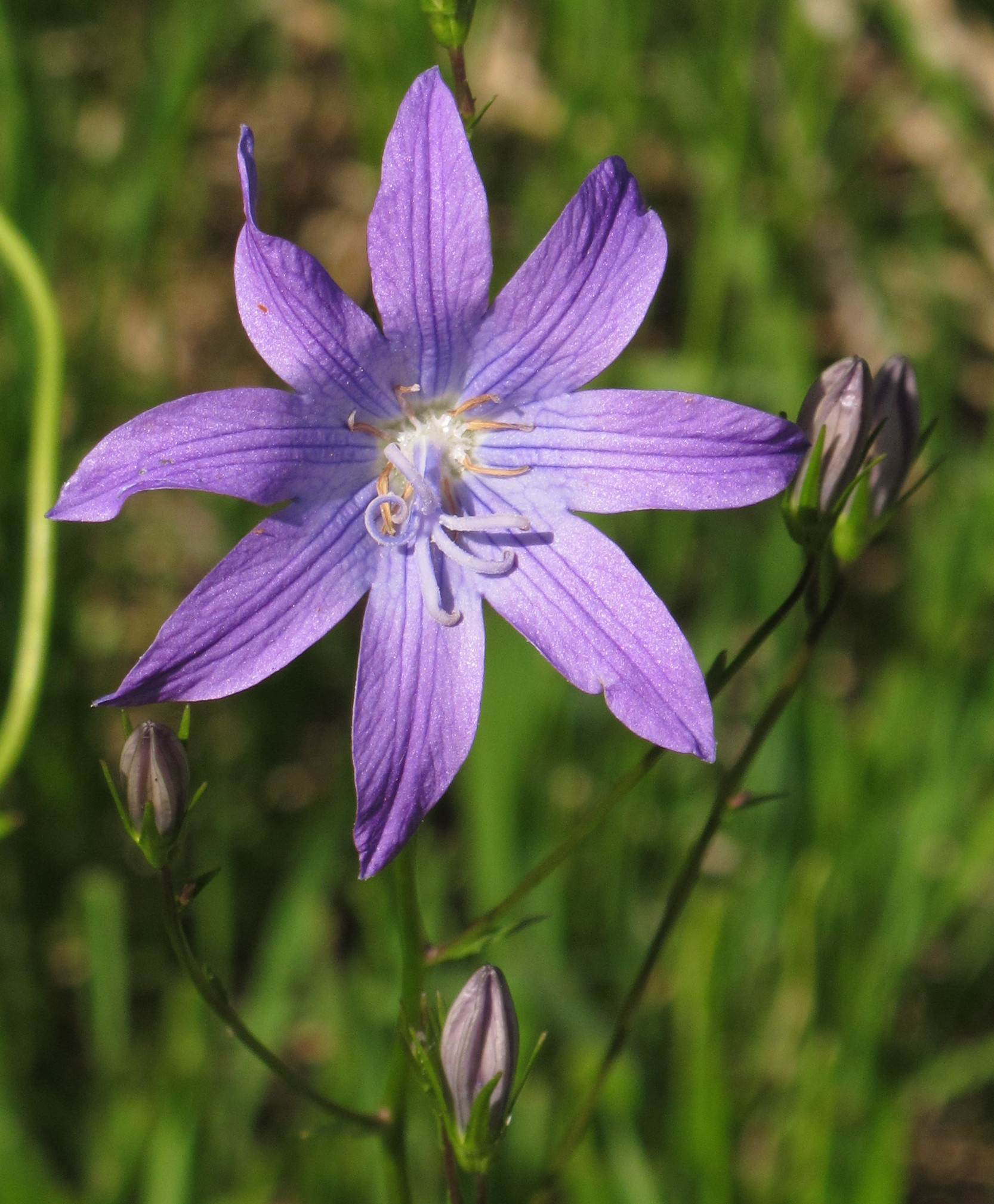
Så kallade dubbla blommor kan mycket sällsynt uppträda.
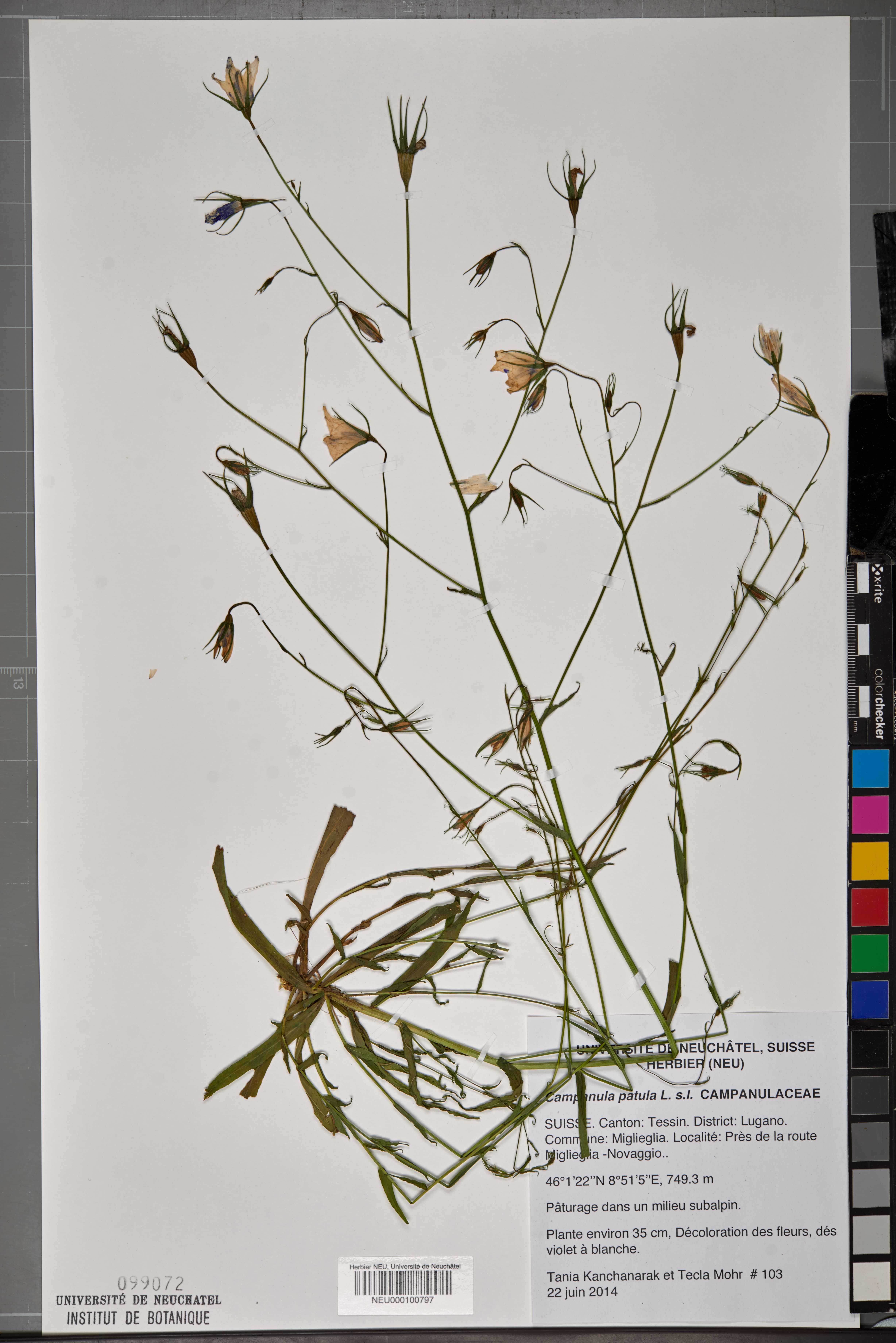
Herbarium-exemplar.
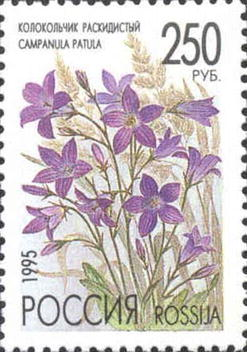
Frimärke från Ryssland, 1995.